# Jaroslav Langer
Jaroslav Langer (1918 Československo – 2008 nebo 2009 Bonn) byl česko-německý právník, odbojář, ekonom, politolog, spisovatel a politik.

## Život
V letech 1937–1939 studoval na Právnické fakultě Karlovy univerzity v Praze. Po německé vojenské okupaci ČSR utekl do Polska, kde byl však po vypuknutí druhé světové války zatčen gestapem. Při transportu do koncentračního tábora utekl na Západní Ukrajinu, kde ale po vpádu německé armády v červnu 1941 upadl do zajetí nacistů a jako takový se, podle vlastního líčení, zúčastnil odboje a povstání ve varšavském ghettu, přičemž „zcela drze“ cestoval v uniformě SS.
Po 2. světové válce, v letech 1945–1948 studoval v Praze ekonomii a politické vědy. V roce 1954 se stal členem Svazu spisovatelů, v roce 1962 byl z něj vyloučen, v roce 1967 mu bylo toto členství vráceno. V době pražského jara 1968 byl spoluzakladatelem Společnosti pro lidská práva a členem (ústředního) Přípravného výboru Klubu angažovaných nestraníků, v červenci 1968 vypracoval „Perspektivní program KAN“.
V roce 1969 odešel do exilu, žil se svou ženou v Bonnu, kde v letech 1970–1979 působil jako vědecký pracovník v knihovně Nadace Friedricha Eberta (Friedrich-Ebert-Stiftung, FES). Po svém odchodu do penze, už jako spisovatel na volné noze, napsal mj. knihu Grenzen der Herrschaft: Die Endzeit der Machthierarchien (česky: Meze nadvlády: Soumrak hierarchie moci.), vydanou 1988.
Po listopadu 1989 navzdory své srdeční arytmii (lékař ho zrazoval před cestováním), navštěvoval Prahu a spolupracoval s představiteli Občanského fóra (OF) – mezi nimi s Josefem Mrázkem ze středočeského OF.
Byl členem kuratoria Mehr Demokratie (Více demokracie), hnutí které v roce 1988 pod prvním názvem IDEE spoluzaložil.

## Citát
Na začátku roku 1968 měla KSČ asi půldruhého milionu členů, co odpovídalo asi 13 procentům oprávněných voličů. I kdybychom vycházeli z předpokladu, že celá tato "členská báze" měla skutečný vliv jak na výběr kandidátů do parlamentu tak také na volbu členů Ústředního výboru i politbyra strany (což je ovšem čistá fikce), ani pak by těchto třináct procent nelegitimovalo ani tehdejší moc komunistické partajní centrály nad občany ani nárok strany, být "vedoucí silou ve státě“, který ji přiřkla leninská doktrína "demokratického centralismu".

Základní myšlenkou Klubu angažovaných nestraníků, jako občanského politického hnutí pražského jara, bylo postupné vyřazeni této ilegitimní hierarchické nadvlády partajní oligarchie vzrůstajícím počtem nezávislých poslanců v parlamentě a vlastním předparlamentním politickým životem občanské báze. Z jejich horizontálně komunikujících politických klubů měly v budoucnu vycházet nejen impulsy a konkrétní návrhy na řešení společensko-politických problémů, ale také kandidáti na poslanecké mandáty na základě svých prokázaných odborných, tvůrčích a mravních kvalit. Jejich politická práce, vykonaná v komunitě a pro ni, a jejich nezávislost na hierarchicky a centralisticky strukturovaných organizacích, a ne vzestup na žebříčku funkcionářské partajní kariéry, je měla tedy kvalifikovat jako demokratické politiky a ne jako profesionální bojovníky o moc.
Jaroslav Langner, Co se stalo a jak dál ... K nové československé demokracii, 1990

## Publikace
(chronologicky)
- Návrh perspektivního programu KAN, Praha, červenec 1968
- (německy) Zur Technologie der Freiheit, Gesellschaft für Zukunftsfragen, Berlin 1980 (Werkstatthefte für Zukunftsforschung, 18)
- (německy) Zwanzig Thesen zu neuen politischen Bürgerbewegungen, Köln 1980 (Zentrum für Gruppenstudien und Gemeinwesenarbeit)
- (německy) Soziale Verteidigung durch Gesellschaftsstrukturen: Ein alternativer Friedensplan, Bonn 1983 (Hrsg.: Klub Alternativer Nonkonformisten KAN, 59 S. (Das KAN-Papier, 2))
- (německy) Grenzen der Herrschaft: Die Endzeit der Machthierarchien, Opladen 1988 (VS Verlag für Sozialwissenschaften / Westdeutscher Verlag, 334 S., ISBN 3-531-11903-6)
- Jaroslav Langner: Co se stalo a jak dál, 1990 / Vladimír Rott: Cesta k demokracii v České republice, 2013 / Vladimír Rott: Kritika textu, a návrhů, Jaroslava Langnera, edice KAN '68/'90 | S12 SPOJENÍ, Curych / Berlín / Praha 2012/13, (PDF: vjrott.com/kan/langner-90.pdf)
  - Co se stalo a jak dál ... K nové československé demokracii, Jaroslav Langner, Bonn / Praha, 1990, autorizovaný překlad originálu v němčině
neboli Podněty k dobře možné cestě ve stopách KANu a Pražského jara – s výjimkou návrhů kritizovaných, kritika také v poznámkách, Vladimír Rott, Curych / Berlín / Praha 2012/13
Text Jaroslava Langnera, z hlediska angažovaného občana československého původu žijícího v demokracii západního Německa, předaný Občanskému fóru po Listopadu 1989, s kritikou parlamentních stranických systémů a návrhy „více demokracie“ (anglicky: „more democracy“ / německy: „mehr Demokratie“), jak by bylo možné je dále vyvinout k lepšímu (32 stran)
  - Cesta k demokracii v České republice, Vladimír Rott, Kulturní noviny 35/13, 26. srpna 2013 (1 strana), reprint článku: Cesta k demokracii v České republice Archivováno 1. 4. 2019 na Wayback Machine., Kulturní noviny 35/13, 26. srpna 2013 Archivováno 1. 4. 2019 na Wayback Machine.
  - Kritika textu, a návrhů, Jaroslava Langnera: „Co se stalo a jak dál ... k nové československé demokracii“, Vladimír Rott, Curych / Berlín / Praha 2012/13
Kritika Langnerova textu z hlediska angažovaného občana československého původu žijícího ve vyspělé demokracii Švýcarska, s poděkováním Pavlu Holbovi za laskavou redakci (3 strany)
- Dvacet tezí k novým politickým občanským hnutím, Bonn, září 1991, aktualizovaný a autorizovaný překlad z němčiny (Zwanzig Thesen zu neuen politischen Bürgerbewegungen, 1980)